# Lista odcinków serialu Dwa światy
Poniżej znajduje się spis odcinków polsko-australijskiego serialu telewizyjnego – Dwa światy, emitowanego od stycznia do lipca 1995 na kanale Nine Network, a następnie w Telewizji Polskiej.
| Nr | Oryginalny tytuł             | Polski tytuł (tłumaczenie) | Opis |
| -- | ---------------------------- | -------------------------- | --- |
| 1  | The Big Bang                 |                            | Bohater serialu, nastolatek Paul Reynolds, przeżywa niesamowite przygody. Zupełnie niespodziewanie przenosi się do świata równoległego, zadziwiającego miejsca, gdzie nie dotarła jeszcze industrializacja. A wszystko rozpoczyna się od zwykłej wycieczki szkolnej. Paul jedzie z klasą do parku narodowego, gdzie uczniowie mają oglądać zaćmienie słońca. Nauczycielka pokazuje swoim podopiecznym dziwną jaskinię. Tymczasem Paul znika nagle w tajemniczych okolicznościach. |
| 2  | Where Am I?                  |                            | Paul Reynolds podczas wycieczki szkolnej do parku narodowego znika nagle w niewyjaśnionych okolicznościach. Nastolatka poszukają zrozpaczeni ojciec, koledzy i policja. Nie mogą jednak trafić na żaden ślad, który ułatwiłby rozwikłanie tej tajemniczej zagadki. Tymczasem Paul przebywa w równoległym świecie, o którego istnieniu nigdy nikt nie słyszał. Przerażony śmiertelnie chłopak nie wie, gdzie się znajduje i jak ma wrócić do domu. Niespodziewanie spotyka nieznajomą dziewczynę. Razem nią - Rianą trafia do wioski, którą zamieszkują bardzo dziwni ludzie. Paul jest przekonany, że przeniósł się w czasie. Sytuacja staje się groźna i życie chłopaka jest w niebezpieczeństwie. |
| 3  | Finding the Way Home         |                            | Paul przebywa w tajemniczej wiosce. Tubylcy traktują go wrogo, obawiając się, że chłopak może stanowić dla nich zagrożenie. Obcy posiada bowiem przeogromną wiedzę, co u nich jest wyłącznie domeną czarowników. Tymczasem Paul zastanawia się, jak może wrócić do domu. Przypomina sobie o tajemniczej jaskini. Prosi Rianę, z którą się zaprzyjaźnił, by wskazała mu drogę. Jednak wysiłki Paula idą na marne, nie udaje mu się powrócić do swojego świata. |
| 4  | It Isn't Magic, It's Science |                            | Mimo pomocy Riany, wysiłki Paula idą na marne. Nie udaje mu się powrócić do swego świata. Ponieważ mieszkańcy wioski, gdzie chłopak przebywa, nadal traktują go wrogo, dziewczyna znajduje dla przyjaciela kryjówkę. Paul nie daje za wygraną, tak bardzo pragnie być wreszcie we własnym domu. Postanawia dostać się do siedziby czarowników, wierząc, że dzięki temu rozwiąże swoje problemy. Wykorzystując swoją wiedzę, wykonuje parę efektownych trików. Tymczasem okazuje się, że za magiczne sztuczki grozi mu śmierć lub zesłanie na pustkowie, skąd nikt nie wraca. |
| 5  | Secrets                      |                            | Aresztowany Paul trafia do zamku, gdzie zostaje postawiony przed obliczem Wielkiego Mistrza. Chłopak ma nadzieję, że dzięki niemu uda mu się wreszcie wrócić do domu. Nikt jednak nadal nie wierzy w opowieści o innym świecie, skąd pochodzi. Tymczasem Riana znajduje wreszcie jedyny dowód jego prawdomówności – kasetę wideo, którą zawieruszyli jej brat i siostra. Dziewczyna postanawia za wszelką cenę dotrzeć do zamku, gdzie Paul jest przetrzymywany. W pokoju Mistrza odbywa się sąd nad chłopakiem oskarżonym o kłamstwa i stosowanie magicznych praktyk. Kiedy Riana przekazuje kasetę, wszyscy z zainteresowaniem oglądają nagranie. Mistrzowi nie podoba się świat Paula. Krytykuje budownictwo - stale dymiące ogromne fabryki. |
| 6  | Show Me Your World           |                            | Ashka próbuje za wszelką cenę posiąść tajemnicę robienia fajerwerków. Paul nie daje się jednak przechytrzyć, wiedząc, że ona wykorzysta tę wiedzę tylko do swoich celów. Wysłany przez Ashkę Gryvon ma śledzić każdy jego ruch i skrzętnie notować wszystko co robi. Paul wiedząc, że jest obserwowany, płata swemu prześladowcy psikusy. Magicznymi sztuczkami chłopaka bardzo interesuje się Mistrz Correon, który również chce poznać sekret. Tymczasem Katrina i Alex odwiedzają ojca Paula, starając się go przekonać o istnieniu równoległego świata. Proszą go, by znalazł naukowy sposób na przeniesienie się tam i uwolnienie ich przyjaciela. Panu Reynoldsowi trudno uwierzyć, że jego syn żyje. |
| 7  | The Gunpowder Plot           |                            | Katrina i Alex nadal próbują znaleźć sposób na uwolnienie przyjaciela z równoległego świata. Aby dotrzeć w pobliże pieczary, gdzie zniknął Paul, postanawiają pojechać na obóz literacki poświęcony Homerowi i Iliadzie. Dla Alexa jest to nie lada wyczyn, zważywszy na jego stosunek do nauki i szkolnych lektur. Tymczasem przetrzymywany w zamku Mistrza Paul ma wyprodukować proch dla Ashki. Podstępna kobieta obiecuje mu w zamian wolność, a tak naprawdę chce jedynie posiąść jego tajemnicę. Z opałów ratuje go jego przyjaciółka Riana. Tymczasem umiejętnościami Paula mocno niepokoi się Correon. Obawia się, że magiczne sztuczki chłopaka mogą przynieść zagładę jego świata. |
| 8  | Secrets of the Spellbinders  |                            | Wielki Mistrz Correon jest świadkiem próby wybuchowego działania prochu, który zdołał wyprodukować Paul Reynolds. Magiczne sztuczki chłopaka nadal mocno go niepokoją. Obawia się, że tajemna wiedza chłopca może zagrozić jemu i jego światu. Postanawia zapobiec grożącemu niebezpieczeństwu. Dokłada wszelkich starań, by Paul jak najszybciej wrócił do swojego domu. W ruinach zniszczonego zamku Correon odnajduje również dziennik dawnych Mistrzów, w którym zapisano odmienną rzeczywistość niż dotychczasowe przekonania Correona jako Maga. |
| 9  | The Labyrinth                |                            | Correon, Riana i Paul zostają pojmani przez rabusiów wygnanych w przeszłości przez Mistrzów i zaprowadzeni do ich wioski - dowiadują się również że jednym z nich jest Zander (Piotr Adamczyk), który został uratowany przez rabusiów z wygnania na pustkowiu. Tymczasem Ashka i Gryvon nadal śledzą pojmanych uciekinierów, a w Sydney Katrina i Alex usiłują zdobyć krótkofalówki, dzięki którym liczą połączyć się z równoległym światem, w którym aktualnie przebywa Paul. |
| 10 | Desperate Measures           |                            | Zander staje w obronie Correona, próbując wyperswadować rabusiom by nie skazywać Maga na pustkowie. Tymczasem obóz wyrzutków zostaje zaatakowany przez Ashkę i Gryvona. Ashka i Gryvon ponownie sprowadzają Paula na zamek gdzie po raz kolejny ma przygotować proch. W Sydney Katrina i Alex czynią kolejne próby nawiązania kontaktu z równoległym światem. |
| 11 | The Centre of Power          |                            | Ashka wyzywa Correona na pojedynek. Podstępem Mistrz zostaje pokonany i karnie zesłany na pustkowie. Tymczasem Paul znowu popada w poważne tarapaty. Tracąc poparcie Mistrzów, wpada w ręce swoich największych wrogów - Ashce i Gryvonowi udaje się uwięzić chłopaka. |
| 12 | Spellbinder Jack             |                            | Alex i Katrina nawiązują wreszcie łączność z Paulem. Umawiają się w grocie i postanawiają zrobić wszystko, by ich przyjaciel wrócił do domu. Tymczasem ojciec chłopca nie wierzy, że jego syn znajduje się w świecie równoległym. Odmawia Katrinie i Alexowi jakiejkolwiek pomocy. Przyjaciele Paula skazani są więc na własne siły. W równoległym świecie Paul dla utrzymania pozorów wśród tubylców podaje się za „Mistrza Jacka”. |
| 13 | The Final Challenge          |                            | Paul i Riana docierają do Clayhill, rodzinnej wioski dziewczyny. Nie są jednak bezpieczni. Gryvon dowiaduje się od swego ojca o ich powrocie i natychmiast przekazuje tę wiadomość Ashce. Dziewczyna ma nadzieję, że tym razem chłopiec nie wymknie się jej. Gotowa jest na wszystko, byleby odebrać mu kasetę wideo z nagraniem, które może ją skompromitować przed Wielką Radą. Udaje jej się dostać do wieży Mistrza w Clayhill. Paul i Riana ratują się ucieczką, ale Ashka nie daje za wygraną i podąża ich śladem. Tymczasem Alex i Katrina nie rezygnują z karkołomnego planu ratowania kolegi przetrzymywanego w równoległym świecie. Sprawy komplikują nieco rodzice, którzy nie chcą wierzyć w rzekomo bzdurne opowieści o więzionym Paulu. Jednak upór i trud dzieci nie idą na marne, wreszcie otwierają tunel energetyczny, którym ich przyjaciel ma przedostać się na drugą stronę. |
| 14 | Lost and Found               |                            | Dzięki Katrinie i Alexowi Paul wraca wreszcie do świata współczesnego. Razem z nim zostaje przeniesiona Riana. Dziewczyna martwi się o los swych rodziców, których z pewnością będzie prześladować Ashka. Paul próbuje pocieszyć przyjaciółkę. Postanawia zabrać ją do swego domu i przedstawić ojcu. Alex ma nadzieję zbić dzięki Rianie fortunę. Zamierza sprzedać do gazet sensacyjną opowieść o „zagubionej dziewczynie z Krainy Mistrzów Magii”. Paul nie jest zachwycony pomysłem kolegi, chce utrzymać sprawę w tajemnicy, przynajmniej do czasu, aż porozmawia z ojcem. Sytuacja komplikuje się, kiedy na stacji kolejowej Riana gubi się. Paul i jego przyjaciele na próżno usiłują ją odnaleźć. Tymczasem po syna przyjeżdża pan Reynolds. |
| 15 | Hospitality                  |                            | Riana, dziewczyna z Krainy Mistrzów Magii, gubi się w obcym mieście. Paula zabiera do domu jego ojciec. Wścibscy dziennikarze w pogoni za sensacją naprzykrzają się rodzinie Reynoldsów. W ich mieszkaniu telefon dzwoni bez przerwy, wszyscy chcą przeprowadzić wywiad z zaginionym chłopakiem, który zagubił się w buszu i nagle, w dziwnych okolicznościach, się odnalazł. Paul, zaniepokojony nieznanym losem Riany, prosi ojca by pomógł mu ją odszukać. Tymczasem dziewczyna spotyka na swej drodze przyrodnie rodzeństwo, które zabiera ją do siebie. Josie i Ben nie mają rodziców i aby nie trafić do sierocińca, muszą się ukrywać. Riana opowiada im, skąd przybywa i jak się znalazła w obcym mieście. Ashka, której nie udało się zatrzymać Paula w swoim świecie, szaleje ze złości. Grozi mieszkańcom Clayhill - rodzinnej wioski Riany, że wieś zostanie spalona. Wskutek nieszczęśliwego upadku Riana skręca nogę w kostce. Josie i Ben uciekają w obawie, że trafią do schroniska. Ich przyjaciółka zostaje odwieziona do szpitala. Jej dziwne zachowanie wzbudza niepokój lekarzy, którzy uznają ją za chorą psychicznie. |
| 16 | Breakout                     |                            | Riana nadal przebywa w szpitalu, gdzie lekarze uznają ją za psychicznie chorą. Ponieważ próbowała uciekać, umieszczono ją na oddziale zamkniętym. Tymczasem poszukiwania Paula kończą się sukcesem i odnajduje on swoją przyjaciółkę. Gorączkowo zastanawia się, jak wybawić ją z opałów. Jednak pani doktor Lim nie chce nawet słyszeć o zwolnieniu dziewczyny, dopóki nie zgłoszą się jej rodzice. Paul na próżno próbuje jej tłumaczyć, co stało się naprawdę. Lekarka nie wierzy w te brednie i czym prędzej pozbywa się nieproszonego gościa. Paul nie daje za wygraną i z pomocą Alexa i Katriny udaje mu się przechytrzyć szpitalny personel. |
| 17 | The Trojan Toffee Trolley    |                            | Dzięki pomocy Alexa i Katriny Paulowi udaje się uwolnić Rianę ze szpitala. Bez wiedzy ojca ukrywa dziewczynę w domu. Jej obecność szybko odkrywa Christine. Uciekając się do małego szantażu obiecuje bratu dochować tajemnicy. Zgadza się też, by Riana zamieszkała w jej pokoju. Tymczasem w równoległym świecie Correon nie zapomina o swojej przyjaciółce. Aby oczyścić ją z zarzutów, postanawia udać się do zamku i udowodnić wszystkim, że to Ashka jest zdrajczynią. Wielka Rada z ogromnym zainteresowaniem ogląda nagranie na kasecie wideo. Wiedząc, że zostanie wygnana, Ashka ucieka z zamku. Paul spełnia prośbę Riany i zabiera ją do swojej szkoły. Przedstawia dziewczynę nauczycielce, pani Gibson, jako swoją kuzynkę z Islandii. Próby nawiązania łączności radiowej z równoległym światem kończą się wreszcie sukcesem. Correon z ulgą przyjmuje wiadomość, że Riana jest cała i zdrowa. Wszyscy z niecierpliwością czekają na jej powrót. Policja zawiadomiona przez władze szpitalne o ucieczce Riany rozpoczyna poszukiwania i wpada na trop dziewczyny.                                                             |
| 18 | Run!                         |                            | Riana zręcznie umyka ścigającym ją władzom. O zajściu przed szkołą powiadamia Paula jego siostrę Christine. Chłopiec zamierza odszukać przyjaciółkę jak najprędzej, by przekazać jej radosną wiadomość o rodzicach, którzy są już bezpieczni. Tymczasem Riana spotyka ponownie Josie i Bena, którzy uciekli z domu dziecka i ukrywają się. Brian Reynolds zaniepokojony dziwnym zachowaniem syna próbuje nakłonić go do zwierzeń. Jednak Paul milczy w obawie, że ojciec uzna go za obłąkanego. Nie wie, jak wytłumaczyć, że ma przyjaciółkę z równoległego świata. Riana tymczasem postanawia pomóc Josie odnaleźć ojca, którego dziewczyna nigdy nie znała. Podstępem dowiadują się w urzędzie, że nazywa się on Peter Erikson. Rozpoczynają się żmudne poszukiwania, które kończą się niepowodzeniem. Jednak Josie nie daje za wygraną. Kiedy Paul odnajduje Rianę, oznajmia jej, że może bezpiecznie wracać do domu. |
| 19 | Reunions                     |                            | Paul stara się pomóc swej przyjaciółce z równoległego świata wrócić do domu, gdzie czekają na nią stęsknieni rodzice. Correon zrozumiał przebiegłą grę Ashki i stoi teraz po stronie Riany. Do czasu jej powrotu opiekuje się rodziną. Josie wraz z przyrodnim bratem Benem odnajduje wreszcie swego ojca. Dzieci są szczęśliwe, że skończyły się kłopoty i nie będą musiały wracać do domu opieki. Paul odzyskuje kombinezon, dzięki któremu Riana wraca do swego równoległego świata. Razem z nią przenosi się Paul, który znowu popada w tarapaty. Ashka nadal knuje intrygi przeciwko niemu i Rianie. |
| 20 | Alien Invasion               |                            | Paul znajduje się w świecie Riany, gdzie znowu popada w tarapaty. Ginie kombinezon, którego szuka Correon i rodzina dziewczyny. W tajemniczych okolicznościach znika również Riana. Poszukiwania nie przynoszą rezultatu. Wkrótce staje się jasne, że porwała ją Ashka. Przetrzymuje ją jako zakładniczkę i w zamian za uwolnienie stawia swoje warunki. Paulowi udaje się wybawić przyjaciółkę z kłopotów, po czym wraca przez tunel do swego świata. Okazuje się, że jego tropem podąża również Ashka. Kobieta doskonale sobie radzi w nowym świecie wśród obcych. Kradnie motocykl przypadkowo napotkanego motocyklisty, a następnie pieniądze ze sklepu. Tymczasem szczęśliwy Paul wraca do domu. Kiedy spotyka się z Alexem, dzieli się z nim swymi przeżyciami. Oznajmia mu, że przejście przez tunel zostało zamknięte i nie grozi im niebezpieczeństwo ze strony Ashki. |
| 21 | The Hunt for Ashka           |                            | Słuchając komunikatów radiowych i telewizyjnych, Paul zaczyna podejrzewać, że Ashka przeniosła się do jego świata. Postanawia odnaleźć ją zanim dojdzie do tragedii. Tymczasem płyną doniesienia o kolejnych wybrykach „kosmitki”, która wprowadza w mieście zamęt. Prosi o pomoc swoich wiernych przyjaciół, którzy wielokrotnie wybawiali go z opresji. Katrina odnajduje Ashkę, która opowiada jej o swojej zmyślonej tajnej misji. Przysłano ją, by zbadała, czy kontakt z tym światem jest bezpieczny. Katrina obiecuje jej pomóc. Załatwia jej kasety wideo i książki. Potem przedstawiając ją jako ciotkę z Islandii, wynajmuje jej pokój w hotelu, gdzie kobieta może spokojnie zagłębić się w lekturze. Ashka prosi ją, by nie wspominała o ich spotkaniu nikomu. |
| 22 | Clowning Around              |                            | Paul odnajduje ukrywającą się w hotelu Ashkę. Udaje mu się wykraść jej kombinezon, a następnie zniszczyć go. Katrina czuje się nieswojo, dowiedziawszy się, że Mar, której pomogła w tajnej misji jest w rzeczywistości Ashką. Podstępna „kosmitka” wykorzystała jej łatwowierność i naiwność, by dopiąć swego celu. Paul, Alex i Riana obmyślają sprytny plan przechytrzenia Ashki. Jednak kobieta umyka im i przedostaje się do swego świata, gdzie knuje intrygę z Gryvonem. Zamierza wkrótce przejąć władzę w zamku. Riana, która obawia się o los Wielkiego Mistrza, postanawia zapobiec grożącemu mu niebezpieczeństwu. |
| 23 | The High-Tech Power Suit     |                            | Riana próbuje za wszelką cenę wydostać się z pułapki. Ashka ponownie zamierza przedostać się do świata Paula. Mistrzyni dowiaduje się, gdzie pracuje ojciec chłopca. Wie, że jest naukowcem. Postanawia zmusić go do przekazania jej tajnych informacji - w tym celu udaje wdowę po islandzkim archeologu. Przekazuje Brianowi jedną z ksiąg dawnych Mistrzów, a Brian na jej podstawie ma przygotować nowy, ulepszony kombinezon energetyczny. |
| 24 | A Spellbinder in the House   |                            | Mistrzyni Ashka za wszelką cenę chce posiąść wiedzę, jaką dysponują ludzie we współczesnym świecie. Prowadzi to do licznych perypetii i nieporozumień. Paul próbuje wyperswadować ojcu, że kobieta nazywająca się Anną to Ashka i ma złowrogie zamiary. |
| 25 | Breakfast of Champions       |                            | Ashka, która przebywa w świecie Paula, próbuje oczarować jego ojca. Prosi, żeby zwiększył moc jej kombinezonu. Paul dowiaduje się o tym, ale nie wie, jak wytłumaczyć ojcu, kim naprawdę jest kobieta. Paul wraz z Alexem i Katriną podejmują próbę uwolnienia Riany więzionej przez Ashkę. |
| 26 | Flight                       |                            | Ashka ma już kombinezon o zwiększonej mocy energetycznej. Niestety, musi uciekać, gdyż ścigają ją Paul, Alex, Katrina i Riana. Gdy udaje im się ją złapać, postanawiają, że Ashka powinna wrócić do swojego świata. Po powrocie do domu Riana zostaje uczennicą samego mistrza Correona. |